# Siemens eHighway
Siemens eHighway est une expérimentation réalisée par Siemens en Allemagne, en Suède et aux États-Unis dans les années 2010 et 2020 visant à faire rouler sur des autoroutes électrifiées des trolleycamions. Il s'agit d'équiper des autoroutes de caténaires, celle-ci étant doublées contrairement au chemin de fer parce que les camions roulent sur des pneus, le système présente quelques similitudes avec celui des trolleybus. Le coût de construction estimé est de deux millions d'euros par kilomètre pour deux sens de circulation.

## Historique
Pour réduire la pollution liée à l'utilisation de gazole par les camions mais aussi rendre moins onéreux le transport routier, Siemens développe un concept d'autoroute électrique où les camions sont mus par l'électricité captée au moyen de pantographes sur deux caténaires. Le coût d'un kilomètre de caténaires, dans les deux sens, revient à 2 300 000 €, mais l'économie réalisée en carburant revient mi-2021 à 220 $ pour chaque millier de kilomètres parcourus. L'efficacité énergétique est également bien meilleure, on passe de 20 % avec un moteur thermique, 29 % avec un moteur hydrogène, 62 % avec des batteries électriques et à 77 % avec une alimentation par caténaire, soit un rendement quatre fois supérieur. 
En 2015, une phase de démonstration démarre pour un système d'autoroute électrique dans la zone desservie par le port de Los Angeles et le port de Long Beach. Initialement, l'eHighway est un tronçon de route à double sens d'un mile (soit 3,2 kilomètres) sur les sections nord et sud de la rue Alameda, où elle croise le boulevard Sepulveda à Carson, en Californie. La construction du système a lieu en 2015 et les premiers camions peuvent se connecter au système en juillet 2015. Lorsque les camions ne circulent pas sur l'autoroute électronique, ils peuvent fonctionner au diesel, au gaz naturel comprimé, sur batterie ou avec d'autres sources d'énergie. Ils sont construits par Mack Trucks, filiale de Volvo, en coopération avec Siemens.
En juin 2016, deux kilomètres de caténaires sont mis en service sur l'autoroute E16 près de Gävle en Suède,.
Une section de cinq kilomètres est mise en service près de Lübeck dans le nord de l'Allemagne en 2019.
À l'été 2020, dix kilomètres sont mis en service près de Francfort-sur-le-Main.

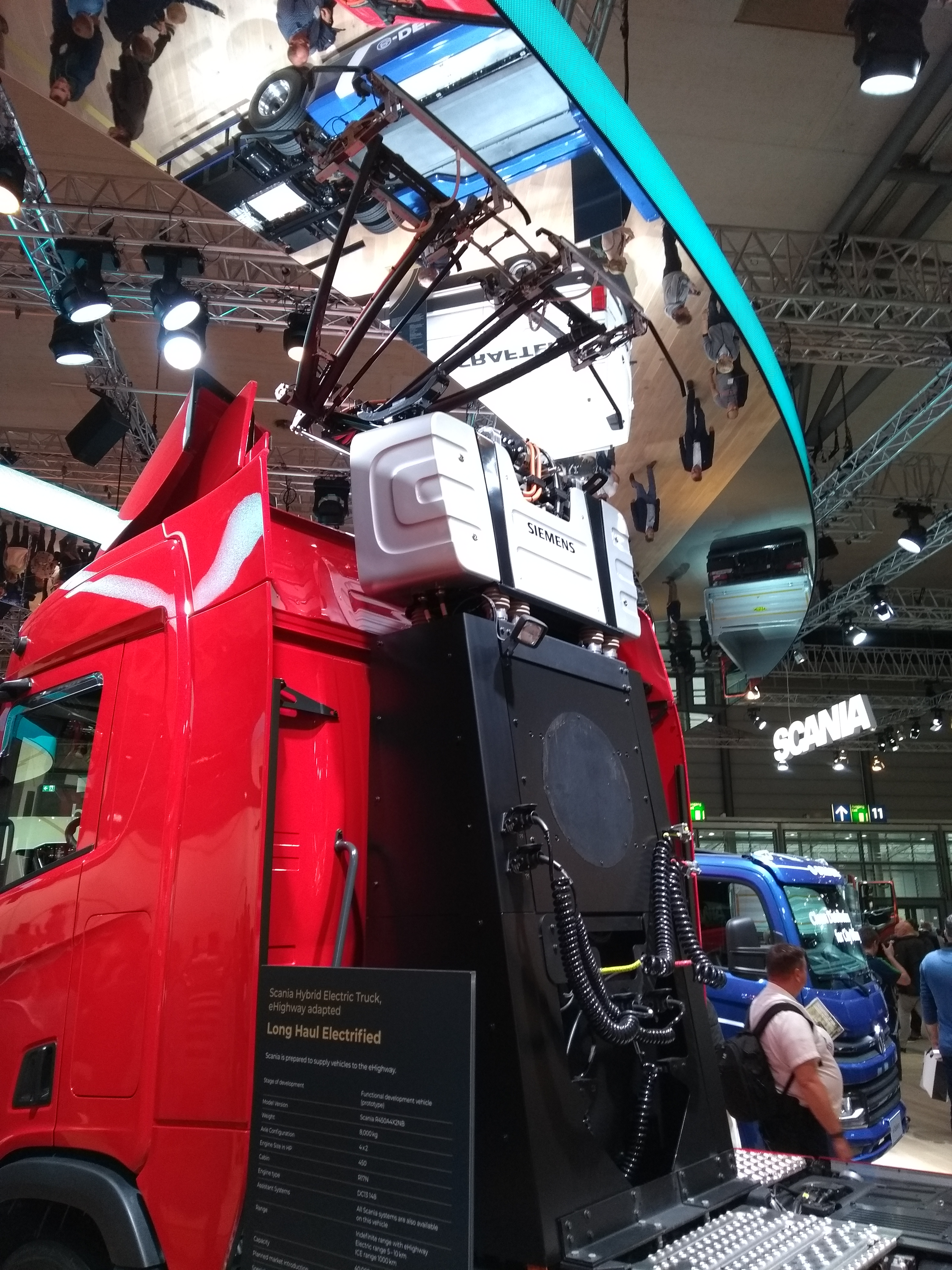
Camion Scania équipé de pantographes.
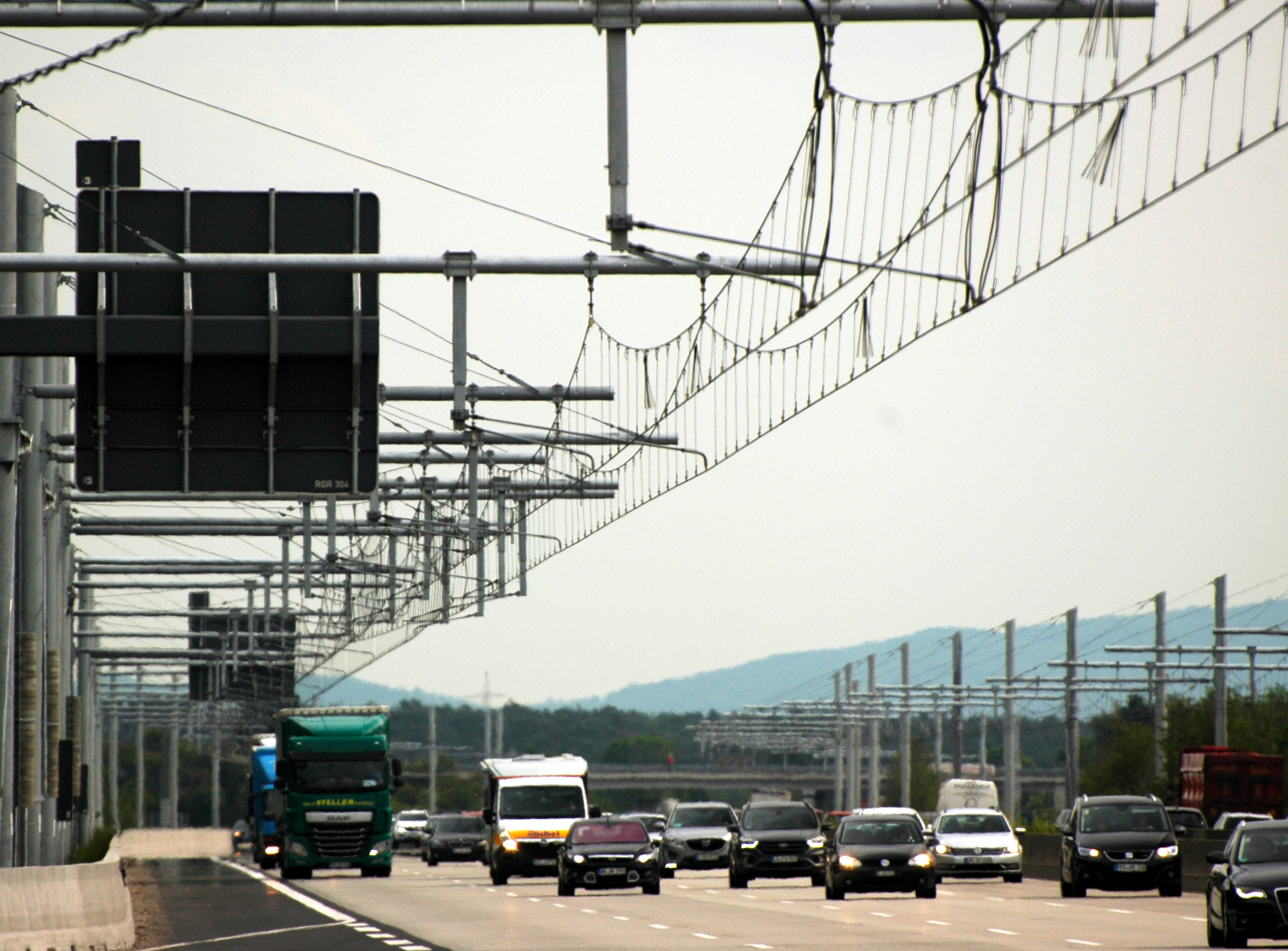
L'autoroute A5 équipée de caténaires à Gräfenhausen.